# Mario Cortijo
Mario Alberto Cortijo Castillo (Lima, 17 de marzo de 1995) es un actor y presentador de televisión peruano, conocido por protagonizar la telenovela Tu nombre y el mío, interpretando al cantante Deyvis Orosco, y por el rol estelar de Julio Ganoza en la teleserie De vuelta al barrio.

## Biografía

### Primeros años
Nacido en la capital Lima el 17 de marzo de 1995. 
Tras terminar el colegio, Cortijo comienza a recibir clases de actuación en el Taller de Formación Actoral Ópalo, a cargo de la dirección de Jorge Villanueva; para luego, sumarse a los talleres de actuación del productor de teatro Roberto Ángeles[cita requerida]

### Carrera
Cortijo debuta en la actuación a los 16 años participando en la obra teatral Notre Dame en París. Tiempo después, se incursiona por primera vez en la televisión, sumándose a la miniserie Solamente milagros, participando en uno de los capítulos de la ficción. 
Tras haber interpretado papeles cortos en diversas obras, en 2017 se incorporó al elenco de la serie de televisión musical Cumbia pop, interpretando a Mateo Pimentel, quién sería el enamorado de la monja Abril Polar (interpretada por Ximena Palomino).
En 2018 alcanzó la fama gracias por su participación en la serie cómica De vuelta al barrio reemplazando a Emilio Noguerol en el papel estelar del joven universitario Julio Ganoza hasta finales de 2019, siendo reemplazado por el actor peruano Vasco Rodríguez. Tuvo su participación especial en un capítulo de la trama en 2021 con el mismo rol. La razón de su retiro de De vuelta al barrio fue para darle más a su enfoque al teatro.[cita requerida]
Tras su salida, Cortijo tuvo una breve participación  en la telenovela Mi vida sin ti como Santiago Vargas de joven el año 2020. Gracias a sus actuaciones, le permitió a Cortijo ser presentado en la conducción del programa educativo Mundo matemático en 2019 para la televisora estatal Canal IPe y posteriormente, el espacio deportivo juvenil Nadie nos para, manteniéndose en la actualidad. Fue copresentador del segmento Promo 2020 del programa Aprendo en casa junto a Luciana Blomberg.[cita requerida]
En el teatro, participó en el proyecto teatral de terror bajo el nombre de Función velorio en 2020, basado en la obra homónima escrita por Aldo Miyashiro y fue presentado en el Cementerio Presbítero Maestro y fue protagonista de las obras Esperando a Godot en 2017 interpretando a Vladimir, y Asunto de tres en 2021 como el Chico, siendo en esta última nominado a los Premios Artes Escénicas en la categoría mejor actor de reparto del año. Además, Cortijo asume junto a Denisse Dibós y Javier Valdés el rol coprotagónico de la obra Tiempos mejores en 2022, bajo la dirección de Roberto Ángeles, que se ha realizado en el Teatro Ricardo Palma.
Adicionalmente, el año 2023 fue propuesto para protagonizar la obra Hasta que choque el hueso, en el papel de Diego y participa en la otra producción Dos familias como Marcos, compartiendo el rol junto a Fiorella Díaz y Henry Sotomayor. Coprotagonizó el cortometraje El último golpe, la cual compartió escena junto a Jano Baca.
En el año 2024 asume el rol protagónico de la telenovela Tu nombre y el mío, bajo el papel del cantante de cumbia Deyvis Orosco.

## Filmografía

### Televisión

#### Series de televisión
| Año       | Título                    | Rol                                | Notas                           | Emisión               | Ref.             |
| --------- | ------------------------- | ---------------------------------- | ------------------------------- | --------------------- | ---------------- |
| 2013      | Solamente milagros        | José                               | Rol principal                   | América Televisión    | [cita requerida] |
| 2017      | Cumbia pop                | Mateo Pimentel Polango             | Rol coprotagónico               | América Televisión    | [ 2 ]            |
| 2018-2020 | De vuelta al barrio       | Julio César Ganoza Ugarte «Julito» | Rol principal                   | América Televisión    | [ 3 ]            |
| 2020      | Mi vida sin ti            | Santiago Vargas (joven)            | Actuación especial              | América Televisión    | [ 14 ]           |
| 2021      | El Trufas                 |                                    | Rol recurrente                  | Streaming por YouTube | [ 15 ]           |
| 2024      | Tu nombre y el mío        | Deyvis Orosco                      | Rol protagónico                 | América Televisión    | [cita requerida] |
| 2025      | La rosa de Guadalupe Perú | Mariano Oropeza                    | Episodio: «Le llamaban esclava» | América Televisión    | [cita requerida] |

#### Programas de televisión
| Año        | Título           | Rol      | Notas                                         | Emisión   | Ref.             |
| ---------- | ---------------- | -------- | --------------------------------------------- | --------- | ---------------- |
| 2019-2020  | Mundo matemático | Él mismo | Presentador                                   | Canal IPe | [ 16 ]           |
| 2020-2021  | Aprendo en casa  | Él mismo | Copresentador del segmento Promo 2020, la pre | TVPerú    | [cita requerida] |
| desde 2021 | Nadie nos para   | Él mismo | Presentador                                   | Canal IPe | [ 6 ] [ 17 ]     |

### Teatro
| Año  | Título                          | Rol             | Notas                         | Ref.             |
| ---- | ------------------------------- | --------------- | ----------------------------- | ---------------- |
| 2011 | Notre Dame de París             | Hugo            | Rol principal                 | [cita requerida] |
| 2013 | La lógica de Dios               | Luigui Spoletto | Rol principal y corista       | [cita requerida] |
| 2017 | Esperando a Godot               | Vladimir        | Rol protagónico               | [ 1 ]            |
| 2018 | La zona invisible               | Leo             | Rol protagónico               |                  |
| 2019 | Punk rock                       | Nick            | Rol principal                 | [ 18 ] [ 19 ]    |
| 2019 | La marquesa de Larkspur Lotion  |                 | Rol protagónico               | [ 20 ]           |
| 2019 | Teatro Party                    | Él mismo        | Director general              | [ 21 ]           |
| 2020 | Función velorio                 |                 | Rol principal                 | [ 7 ]            |
| 2021 | Asunto de tres                  | El Chico        | Rol protagónico               | [ 8 ] [ 22 ]     |
| 2022 | Esxtúpido                       |                 | Rol protagónico (chat-teatro) | [ 23 ]           |
| 2022 | Tiempos mejores                 |                 | Rol coprotagónico             | [ 9 ]            |
| 2022 | El sueño de una noche de verano |                 | Rol protagónico               | [ 24 ]           |
| 2023 | Dos familias                    | Marcos          | Rol protagónico               | [ 11 ]           |
| 2023 | Egon Schiele                    |                 | Rol coprotagónico             | [ 25 ]           |
| 2023 | ¿Es aquí es la funeraria?       |                 | Rol protagónico               | [ 26 ]           |
| 2023 | ¿Es aquí es la funeraria?       | Él mismo        | Director general              | [cita requerida] |
| 2023 | Hasta que choque el hueso       | Diego           | Rol protagónico               | [ 10 ]           |
| 2023 | Un monstruo viene a verme       | Connor O'Malley | Rol protagónico               | [ 27 ]           |

### Cine
| Año  | Título                     | Rol        | Notas             | Ref.             |
| ---- | -------------------------- | ---------- | ----------------- | ---------------- |
| 2017 | Hotel Paraíso, la película | Portador   | Rol principal     | [cita requerida] |
| 2023 | El último golpe            | Entrenador | Rol coprotagónico | [ 12 ]           |

## Premios y nominaciones
| Año  | Premios                 | Categoría                      | Trabajo        | Resultado | Ref.             |
| ---- | ----------------------- | ------------------------------ | -------------- | --------- | ---------------- |
| 2021 | Premios Artes Escénicas | Mejor actor de reparto del año | Asunto de tres | Nominado  | [cita requerida] |